# Domenico Egidio Rossi

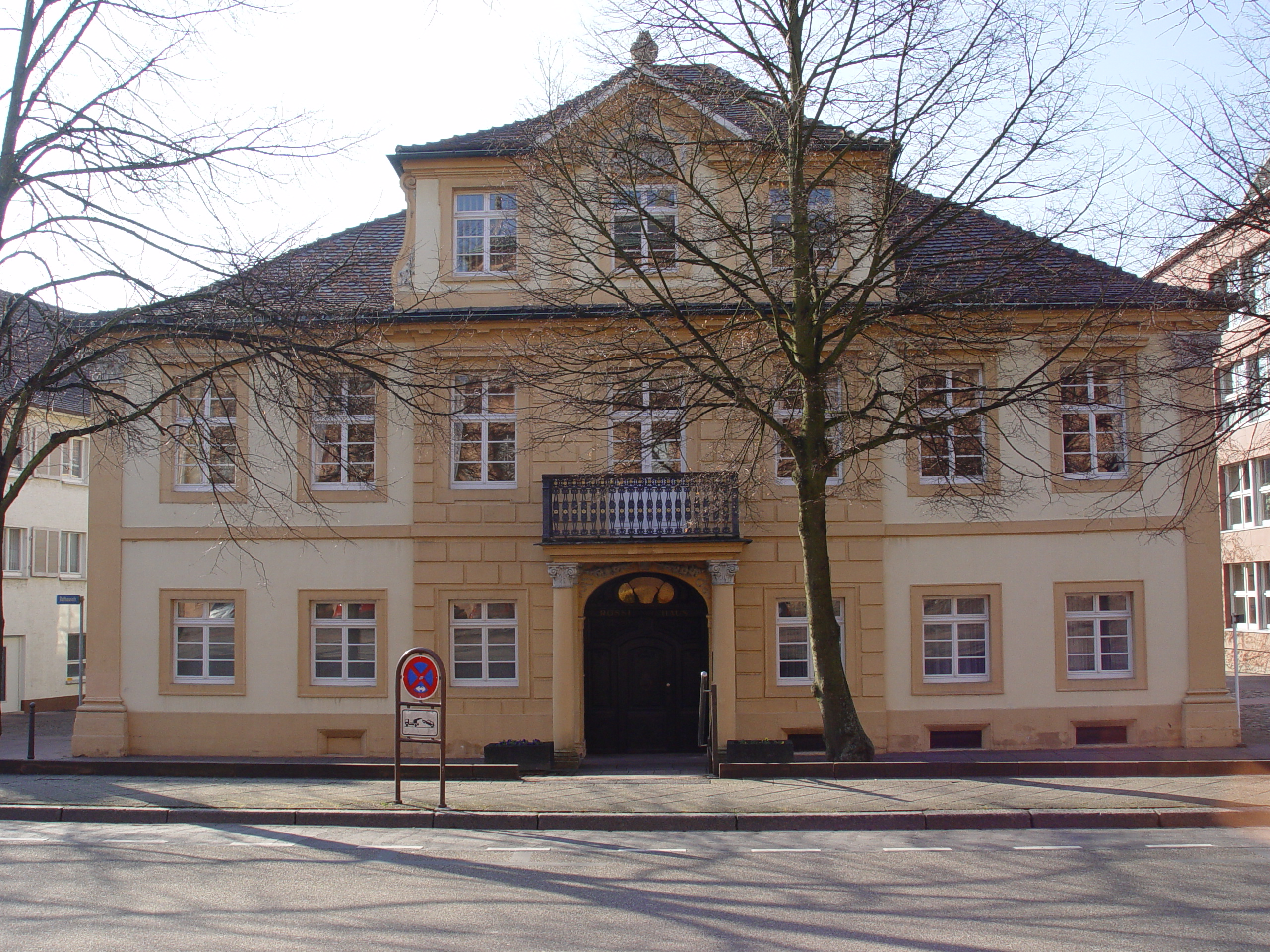
Das Rossi-Haus in Rastatt

Domenico Egidio Rossi (* 1. September 1659 in Fano; † 19. Februar 1715 in Fano) war ein italienischer Quadraturmaler, Architekt und Baumeister.

## Leben
Rossi wurde an der italienischen Adriaküste geboren. Sein Vater war Joseph aus Arzo. Er vollzog eine Ausbildung als Architekt und Quadraturmaler in Bologna. Danach arbeitete Rossi in Prag und Wien für mehrere große Adelsfamilien: Von 1692 bis 1695 übertrug ihm der böhmische Graf Hermann Jakob Czernin von Chudenitz († 1710) die Leitung seines Bauwesens in Prag. Nachdem Rossi einen Stuckateur aus dem Kreis seiner Konkurrenten mit einem Degen bedroht hatte, wurde er mit Haftbefehl gesucht und floh daraufhin nach Wien. Dort arbeitete er für das Haus Liechtenstein in Böhmen, Mähren und Wien.
Markgraf Ludwig Wilhelm von Baden und seine Gemahlin Franziska Sibylla Augusta von Sachsen-Lauenburg warben ihn 1697/98 vom Grafen Czernin ab und holten Rossi als Leiter ihres Bauwesens nach Rastatt. Rossi war maßgeblich an der planmäßigen Gestaltung der Stadt Rastatt beteiligt, eines seiner bedeutendsten Werke ist das Rastatter Schloss. Außerdem war Rossi auch am Hof der Markgrafen in Durlach tätig. 1703/04 unternahm er eine Reise nach Bologna und Fano.
In Rastatt lebte Rossi zusammen mit seiner Frau Anna Magdalena und den vier gemeinsamen Kindern bis zum Tode des Markgrafen im Januar 1707. Der Witwe des Markgrafen wurde der Hofbaumeister zu teuer, so dass sie ihn 1707 wenige Wochen nach dem Tod des Markgrafen aus ihren Diensten entließ und dessen Schüler Lorenzo di Sale zum neuen Hofbaumeister ernannte. Rossi kehrte daraufhin 1708 nach Italien zurück, wo er für den Herzog von Parma, Francesco Maria Farnese, tätig wurde. 1708 wurde Rossi von der Markgräfin wegen Schäden am Dachstuhl und den Decken des Rastatter Schlosses zur Verantwortung gezogen und 1708 in Mantua zunächst verhaftet, aber bald wieder auf freien Fuß gesetzt.

## Werkauswahl
- ab 1688: Entwurf und Beginn des Gartenpalais der Fürsten Liechtenstein in der Wiener Fürstengasse, bereits 1692 abgelöst von Domenico Martinelli
- 1692: Mai bis September Mitarbeit am Schloss Möllersdorf im Dienst des Grafen Thomas Zacharias Czernin
- 1692–1695: Mitarbeit (Ausmalungen) am Palais Czernin in Prag
- 1693–1695: Umbau und Gestaltung des Czernin’schen Gartenpalais samt Garten in Wien-Leopoldstadt
- 1695/1696: Architekturmalereien am Schloss Schönbrunn in Wien
- 1698: Palais Caprara-Geymüller, Wien
- 1698: Entwürfe für das Residenzschloss Durlach (Karlsburg)
- 1697/98: Arbeiten am Jagdschloss Rastatt (unvollendet)
- (vor) 1698: Entwurf für den Wiederaufbau der Evangelischen Stadtkirche Durlach (Ausführung: Giovanni Mazza aus Bologna)
- 1698–1702: Entwürfe für den Wiederaufbau des Jesuitenkollegs (heute Rathaus) und der Jesuitenkirche in Baden-Baden (hierbei Konflikt mit dem Bau- und Werkmeister Johann Jakob Rischer)
- um 1700: Rossi-Haus, Rastatt
- 1699–1702: Schloss Scheibenhardt bei Karlsruhe
- 1699–1707: Residenzschloss Rastatt
- 1701/02: Leitung der Restaurierungsarbeiten am Schloss Baden-Baden
- 1701/02: Entwürfe und Fundamente für die Stadtkirche in Rastatt (Fertigstellung Johann Peter Ernst Rohrer)

## Der kaiserliche Steinbruch
Vor allem tragende Architekturteile wurden aus härtestem Kaiserstein gearbeitet, so ist die Zusammenarbeit mit Kaisersteinbrucher Meistern dokumentiert.
Die Meister Francesco della Torre, er lernte bei Hieronymus Bregno in Kaisersteinbruch und Wien das Steinmetzhandwerk, und Giovanni Battista Passerini senior bildeten eine Arbeitsgemeinschaft. Gemeinsam erhielten sie am 30. Oktober 1663 die Prager Bürgerurkunde. Zeugen waren Domenico Egidio Rossi, Architekt beim Czernin-Palast und Orsi de Orsini, Architekt beim Clementinum usw. Rossi war Taufpate von Torres Kindern.
Einige Beispiele:

## Schriften
- Domenico Egidio Rossi: Studio d’architettura civile. Rom 1721